# Glockenturm Mönchfeld

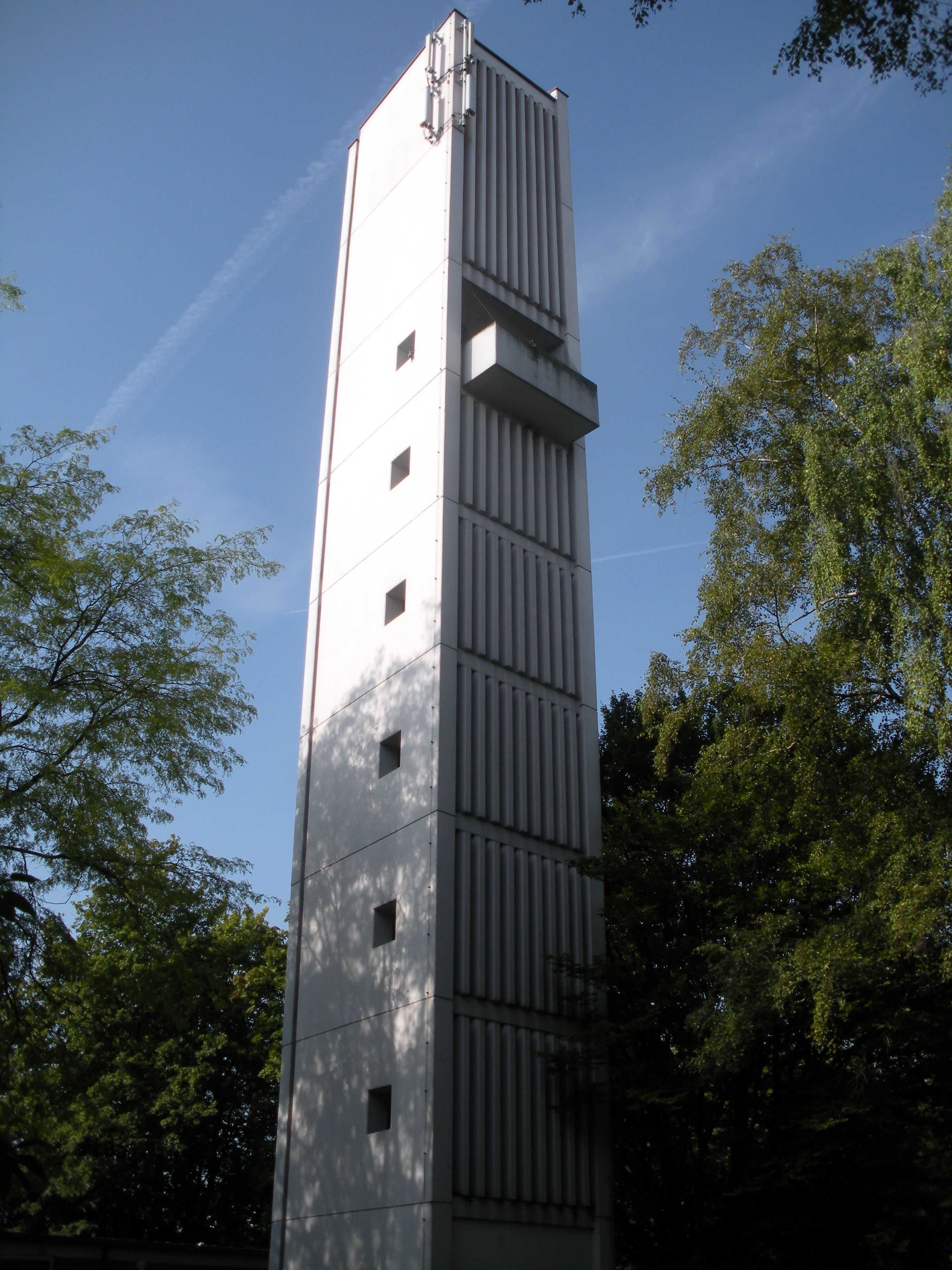
Glockenturm Mönchfeld

Der Glockenturm Mönchfeld war ein 31 m hoher Kirchturm der evangelischen Kirche Mönchfeld in Stuttgart-Mönchfeld im Stadtbezirk Mühlhausen in Stuttgart.

## Geschichte
Der freistehende Kirchturm in Stahlbetonbauweise wurde 1966 errichtet.
Um finanzielle Mittel zur Renovierung des restaurationsbedürftigen Kirchengebäudes zu erwirtschaften, verkaufte die evangelische Kirche das Turmgrundstück, auf dem später Wohnhäuser errichtet wurden. Das Turmgebäude wurde am 7. Februar 2009 abgerissen, nachdem die Betonkonstruktion des Glockenturms drei Sprengversuchen widerstanden hatte.